# Радио 24
Радио МАКСИМУМ (укр. Радіо МАКСИМУМ) — украинская информационно-развлекательная радиостанция, входящая в медиахолдинг ТРК «Люкс». Вещание проводится на украинском языке. Братский проект — Телеканал 24. Генеральный директор — Роман Андрейко.

## История
В январе 2011 года во Львове на частоте 102,1 МГц, полученной по итогам конкурса Национального совета по вопросам телевидения и радиовещания в апреле 2010 года, началось пилотное вещание шло под позывным «Украинский формат», транслировавшим музыку формата AC.
С 1 марта на этой частоте начало вещание Радио 24, добавившая к музыке информационную составляющую в виде выпусков новостей каждые 15 минут. Руководство новой станции пообещало, что вместо диджеев будут лишь ведущие новостей и журналисты. Информационную службу возглавила Ольга Боровец, ранее руководившая службой информации радио «Люкс ФМ» во Львове, в подразделение на 2015 год входило около 90 журналистов и редакторов в регионах страны. Аудиторией проекта позиционируются взрослые мужчины в возрасте 25-45 лет.
28 июля 2014 года на фоне антитеррористической операции на востоке Украины, радиостанция самостоятельно вышла в эфир Донецка и Луганска, удерживаемых вооружёнными сторонниками самопровозглашённых ДНР и ЛНР. До этого специалисты «Радио 24» неподалеку от зоны АТО занимались монтажом оборудования для вещания в столицах Донецкой и Луганской областей, ибо компания не имела лицензии на вещание в этих регионах.
Таким образом генеральный директор радиостанции Роман Андрейко решил поддержать инициативу Нацсовета о специальном вещании для Донбасса. По словам члена совета Олега Черныша, частоты были подобраны в сжатые сроки Украинским государственным центром радиочастот, и после окончания военных действий при возможности их дальнейшего использования на них будет объявлен конкурс.
10 марта 2017 года «Радио 24» сменило позывные на «Радио Максимум», а формат — с информационно-музыкального на развлекательно-информационный.

## Вещание
Общее количество «FM» регионов — 12, также ведётся Интернет-вещание.

### Города вещания
Радио Максимум вещает в следующих городах:

| - Киев — 94,2 (1 кВт), - Запорожье — 101,8 (200 Вт), - Ивано-Франковск — 104,7 (250 Вт), - Кропивницкий — 104,2 (100 Вт) - Луцк — 88,7 (500 Вт), - Львов — 102,1 (1 кВт), - Одесса — 107,4 (1 кВт), | - Полтава — 92,4 (250 Вт), - Ровно — 90,0 (500 Вт), - Славское — 102,1 (10 Вт), - Тернополь — 88,1 (250 Вт), - Харьков — 104,0 (2 кВт), - Черкассы — 101,0 (1 кВт). - Днепр — 107,7 (1 кВт), - Прилуки — 102,8 (1 кВт), |

### Вещание свёрнуто
- Волноваха — 96,5 заменено на FM Галичина[10][11],
- Константиновка — 103,1 заменено на Радио Проминь[10][11],
- Новоайдар — 107,9 заменено на Русское радио[10][11],
- Севастополь — 87,7 временно не вещает[15].

## Владельцы
Позывной радиостанции принадлежит львовской ТРК «Праймедиа», входящей в медиахолдинг «Люкс» Андрея Садового (телеканал «24», радио «Люкс», интернет-издание Zaxid.net и ещё ряд сайтов).